# Supinacja
Supinacja (łac. supinatio) inaczej odwracanie, rotacja zewnętrzna − obrót dystalnej części kończyny na zewnątrz w stosunku do jej długiej osi, tj. od skrętoległego do równoległego położenia kości promieniowej i łokciowej względem siebie.

## Przykłady
- Przedramię ustawione jest w supinacji, gdy obrót przedramienia zgiętego w stawie łokciowym powoduje, że kciuk kieruje się do wewnątrz osi ciała
- Obie kończyny dolne ustawione są w supinacji wówczas, gdy w pozycji siedzącej obie stopy oddalają się od siebie
- Obie stopy ustawione są w supinacji wówczas, gdy podczas ich obrotu powierzchnie podeszwowe zbliżają się do siebie